# FOUR ROOMS
『FOUR ROOMS』（フォー・ルームズ）は、flumpoolのコンセプトディスク。

## 解説
- 2015年5月13日に発売。フルアルバム『The Best 2008-2014「MONUMENT」』より約1年ぶりのリリースとなる。
- 今の自分たちの指針を示す曲を収録したいと考えた際の、「シングルというと押し曲とカップリングというポジションになるし、かといって両A面という感じでもない」「普通にシングルだと伝わらないんじゃないか」という思いからコンセプトディスクと銘打たれている[1]。
- タイトルの『FOUR ROOMS』は、「収録されている4曲がこれからの音楽の心臓部／エンジンとなる楽曲」という意味で、心臓を構成する4つの部屋をモチーフとして名付けられている。
- 初回限定盤には、ボーカルの山村隆太がデビュー前に教育実習を行っていた際の教え子の成人式でのサプライズライブの密着ドキュメンタリー・ライブダイジェストと、収録曲「大好きだった」のスペシャルムービーが収録されたDVDが付属している。また、ボーナストラックとして山村とギターの阪井一生が学生時代に制作していたラジオ番組「FM SAKAI」を甦らせ、メンバー全員で収録した「FM SAKAI～リターンズ～」が収録されている[2]。

## 収録曲
1. とある始まりの情景 ～Bookstore on the hill～
作詞：山村隆太、作曲：阪井一生、編曲：百田留衣
2. 歓喜のフィドル
作詞：山村隆太、作曲：阪井一生、編曲：板井直樹
3. MY HOME TOWN
作詞：山村隆太、作曲：阪井一生、編曲：板井直樹
  - スカパー！ WAKUWAKU JAPAN 2015 Jリーグ イメージソング
4. 大好きだった
作詞：山村隆太、作曲：阪井一生、編曲：亀田誠治
  - フジテレビ『めざましテレビ』デイリーテーマソング（2014年10月 - 2015年3月）